# Rheinische Bank
Die Rheinische Bank AG war ein deutsches Kreditinstitut mit Sitz in Mülheim an der Ruhr, später in Essen.
Sie entstand 1897 aus dem 1833 gegründeten Bankhaus Gustav Hanau und firmierte bis 1900 unter Rheinische Bank vorm. Gustav Hanau. Der Gründungs- und Hauptsitz war Mülheim an der Ruhr. Filialen unterhielt die Bank in Duisburg, Neuss und Meiderich.
Ziel der Gründung war die Schaffung einer finanzkräftigen Bank zur Finanzierung der lokalen Schwerindustrie. Gründer waren Gustav Hanau, dessen Sohn Leo Hanau, August Thyssen, Victor Weidtman und die AG für Montanindustrie. Das Eigenkapital betrug 5 Millionen Mark. Der Aufsichtsrat war prominent besetzt, beispielsweise mit August Thyssen als Vertreter des Unternehmens Thyssen & Co., Hugo Stinnes, Waldemar Mueller als Vertreter der Dresdner Bank und Carl Roesch als Vertreter der Gutehoffnungshütte.
1898 erfolgte der Börsengang. 1902 – fünf Jahre nach Gründung – befand sich die Bank durch Kreditverluste am Rande des Konkurses, der nur durch eine enge Anlehnung an die Dresdner Bank abgewendet werden konnte. 1905 schloss die Bank zusätzlich eine Interessengemeinschaft mit dem A. Schaaffhausen’schen Bankverein, übernahm dessen Essener Filiale und verlegte den Sitz nach Essen.
1915 ging die Rheinische Bank in der Disconto-Gesellschaft auf, nachdem diese ein Jahr zuvor bereits den A. Schaaffhausen’schen Bankverein übernommen hatte.